# Allocybaeina littlewalteri
Espèce
Allocybaeina littlewalteri est une espèce d'araignées aranéomorphes de la famille des Cybaeidae.

## Distribution
Cette espèce est endémique de Californie aux États-Unis. Elle se rencontre dans le comté de Mendocino et dans le Sud du comté de Humboldt.

## Description
La carapace du mâle holotype mesure 2,50 mm de long sur 1,85 mm.

## Systématique et taxinomie
Cette espèce a été décrite par Bennett en 2020.

## Étymologie
Cette espèce est nommée en l'honneur de Little Walter.

## Publication originale
- Bennett, Copley & Copley, 2020 : « Allocybaeina littlewalteri (Araneae: Cybaeidae): a new genus and species endemic to northwestern California. » Zootaxa, no 4845(3), p. 436-446.